# Gran Ducat de Flandrensis
La Gran Ducat de Flandrensis és una micronació creada pel belga Niels Vermeersch, que reclama cinc illes de l'Antàrtida: Siple, Cherry, Maher, Pranke y Carney. Va ser fundada el 2008, i té la seu a la seva "ambaixada" al comtat de Flandes. No ha estat reconeguda per cap Estat, però si manté contacte amb altres micronacions, com ara la Molossia i el Gran Ducat de Westarctica.
Originalment va començar com la paròdia d'un regne medieval; però ha guanyat notorietat com una ONG que lluita contra el canvi climàtic i que defensa la protecció ambiental a l'Antàrtida. És considerada una de les micronacions més actives i destacades de l'món, i manté una important activitat de conscienciació ambiental a Belgica.
El fonament de l'reclam d'aquestes illes és que el Tractat Antàrtic de 1959 no les va incloure dins del límits d'aquest continent. Per tant, no hi ha regulació sobre elles, i serien Terra Nullius.